# Flaga Romów
Flaga Romów – uznany przez wiele międzynarodowych organizacji (np. ONZ) oficjalny symbol narodowy Romów.
Jego główny motyw, Dharmaćakra (czerwone koło) symbolizuje indoaryjskie dziedzictwo Romów. Widoczne jest tu również nawiązanie do współczesnej flagi indyjskiej. Całość daje wrażenie ruchu obrotowego, nasuwając na myśl koła wozów, w których często podróżowali i mieszkali Romowie. Przypomina o koczowniczym trybie życia, który dopiero niedawno został przez większość z nich porzucony. Błękit i zieleń odzwierciedlają tułaczkę pod niebieskim niebem, po zielonej ziemi – brak własnego państwa, życie w ciągłej drodze.
Flaga została uchwalona w 1971 roku na Pierwszym Światowym Kongresie Romów w Londynie. Jej proporcje nie są określone.